# 파울루 프레이리

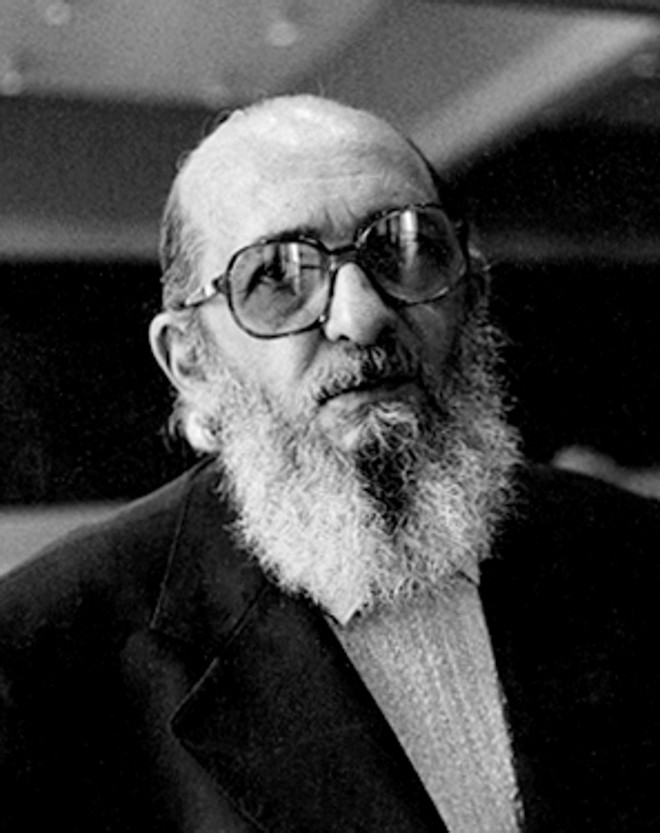
파울루 프레이리

파울루 프레이리(Paulo Freire, 1921년 9월 21일 - 1997년 5월 2일)은 브라질의 교육학자이다.

## 약력
1921년 브라질 페르남부쿠주 헤시피의 중산층 가정에서 태어났다. 1929년 대공황을 만나 빈곤 및 기아를 경험하게 되며, 빈민 문제와 대중교육에 대한 관심을 가지는 계기가 되었다. 1943년 헤시피 대학에서 법학을 전공하고 변호사가 되었으나, 사건 하나만을 맡은 후 은퇴하였다. 교육의 혜택을 받지 못한 농부들에게 자신의 처지를 생각하고 자신의 삶, 생활을 변화시키는 의식화의 수단으로 읽기/쓰기를 가르친다는 참신한 교육운동을 펼쳐 큰 성공을 거둔다.

## 주요활동
프레이리는 첫 교육 활동으로 1946년 페르남부르크 주 사회봉사기구인 SESI(Service Social da Industria)에서 시작하였고 1947년에는 도회지 공장노동자들을 위한 교육프로그램을 만들고 운영하였다. 여기서 처음으로 성인들의 비문해 문제 및 민중교육에 관심을 갖게 되었다.

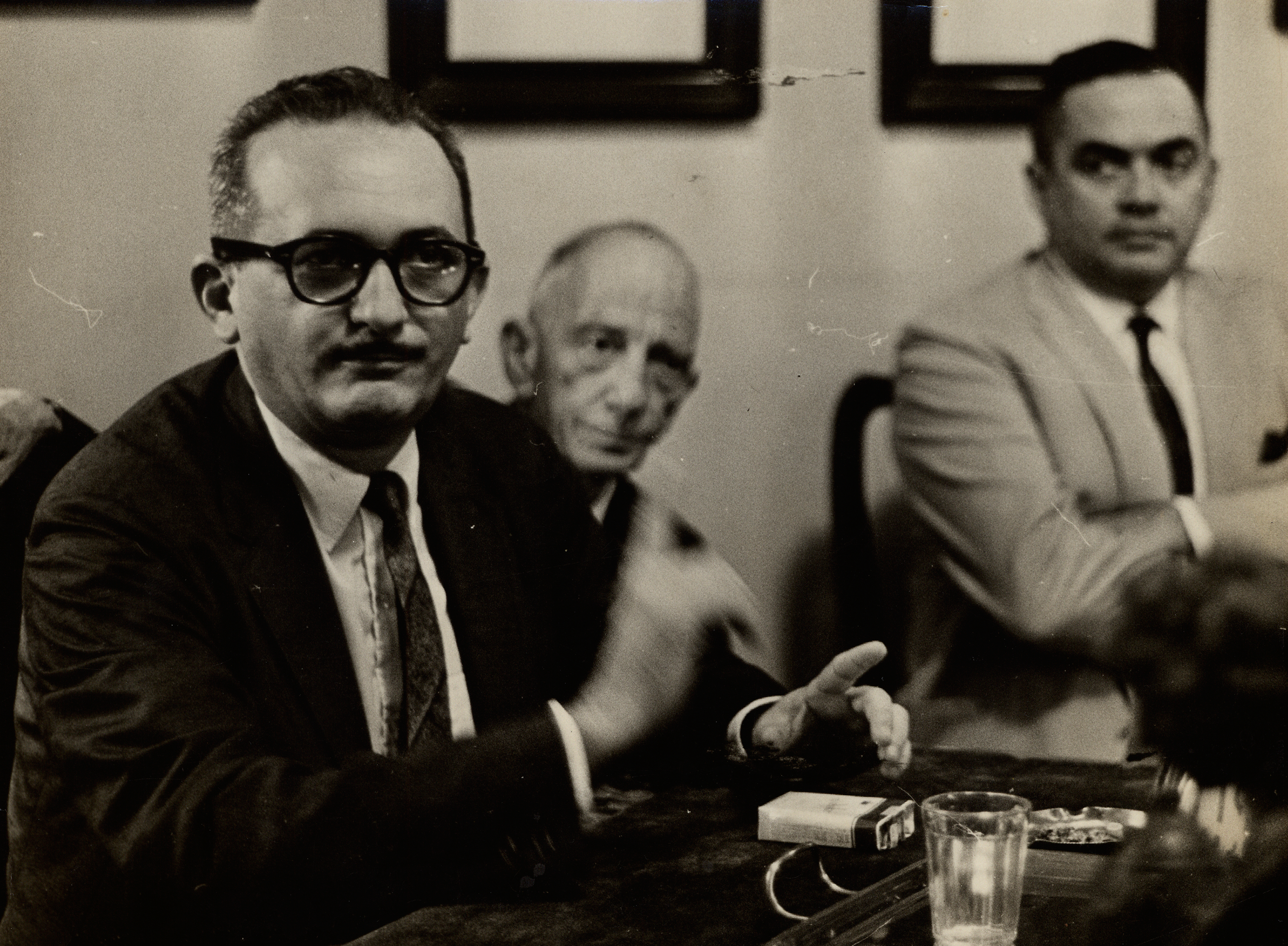
1963 파울루 프레이리

1959년 프레이리는 헤시페 대학에서 「오날 브라질의 교육」의 논문으로 박사학위를 취득하였으며, 논문 통해서 그가 개진해 나가려는 교육 사상의 윤곽을 그리고 있었다. 1962년에는 헤시페 지역의 민중문화 운동을 위해 설립된 '신문화확장사업부(New Cultureal Extension Service)'의 책임자로 임명되었고, 안지초스(Angicos) 지역에서 45일간의 문해 교육 프로그램을 통해 농촌지역 농장 일꾼이 글을 읽고 쓸 수 있도록 하였다.
1964년 프레이리는 브라질 교육부의 ‘국가 문해 교육프로그램(National Literacy Program)'의 수반 직위를 담당하게 되어 브라질 200만 명의 비문해 노동자 들을 대상으로 문화 써클을 결정하여 교육을 실시하였다. 이것이 확장되어 같은 해 국민문해교육프로그램에 따라서 프레이리의 문해교육 방법이 전 국가 차원에서 500만 명에 이르는 비문해인들을 대상으로 실시하였다.
이처럼 프레이리는 문해 교육 캠페인과 교육 운동을 펼치고 여러 정치·교육사업에 관여함으로써 국제적인 규모에서 교육학의 의미·역사 형성과 교육학의 관계에 대한 대변혁을 일으켰다. 이를 통해서 전 세계의 피억압 민중 스스로가 사회·정치적 자각을 얻을 수 있도록 하였다. 또한 프레이리는 억압적 현실상황을 중심으로 한 교육적 메커니즘뿐만 아니라 개인이 사회, 문화, 제도적 맥락에서 자본에 봉사하는 합리적이고 명료한 의미를 지는 지배논리 관계에 대해 문제를 제기하고 그것을 규명하려는 노력을 계속하였다. 이와 같은 과정을 통해서 비판적 사회 이론의 발전에 두드러지게 기여했다.

## 한국에 번역된 저서
- 파울로 프레이리, 남경태 (옮긴이) (2002). 《페다고지 : 피억압자의 교육학 - 30주년 기념판》 [Pedagogy of the Oppressed]. 그린비. ISBN 9788976829252.
- 파울로 프레이리, 사람대사람 (옮긴이) (2007). 《자유의 교육학  :  민주주의와 윤리 그리고 시민적 용기》 [Pedagogy of Freedom: Ethics, Democracy, and Civic Courage]. 아침이슬. ISBN 9788988996799.
- 파울로 프레이리 (2015). 《교육과 의식화》 [Education For Critical Consciousness]. 중원문화. ISBN 9788977280564.
- 파울로 프레이리, 교육문화연구회 (옮긴이) (2002). 《희망의 교육학 : 프레이리의 삶과 페다고지》 [Pedagogy Of Hope: Reliving Pedagogy Of The Oppressed]. 아침이슬. ISBN 9788988996270.
- 파울로 프레이리, 교육문화연구회 (옮긴이) (2003). 《망고나무 아래서 : 인간과 교육과 진보에 대한 프레이리의 사색》 [Pedagogy of the Heart]. 아침이슬. ISBN 9788988996386.
- 파울루 프레이리,한준상 (옮긴이) (2003). 《교육과 정치의식》 [The Politics of Education: Culture, Power and Liberation]. 한국학술정보. ISBN 9788953402140.
- 파울루 프레이리, 김한별 (옮긴이) (2020). 《프레이리의 교사론 : 기꺼이 가르치려는 이들에게 보내는 편지》 [Teachers as Cultural Workers: Letters to those who dare teach]. 오트르랩(AUTRE LAB). ISBN 9791189472160.

## 같이 보기
- 성인교육
- 마이클 애플
- 구조와 기관